# Cantó de Bourguébus
El cantó de Bourguébus és un cantó francès del departament de Calvados, situat al districte de Caen. Té 24 municipis i el cap es Bourguébus.

## Municipis
- Airan
- Bellengreville
- Billy
- Bourguébus
- Cesny-aux-Vignes
- Chicheboville
- Clinchamps-sur-Orne
- Conteville
- Fontenay-le-Marmion
- Frénouville
- Garcelles-Secqueville
- Grentheville
- Hubert-Folie
- Laize-la-Ville
- May-sur-Orne
- Moult
- Ouézy
- Poussy-la-Campagne
- Rocquancourt
- Saint-Aignan-de-Cramesnil
- Saint-André-sur-Orne
- Saint-Martin-de-Fontenay
- Soliers
- Tilly-la-Campagne

## Història
| Data d'elecció                           | Identitat             | Partit                        | Qualitat |
| ---------------------------------------- | --------------------- | ----------------------------- | -------- |
| 1945-1971                                | Léonard Gille         | radical                       |          |
| 1971-1979                                | Jeanine Gille         | Divers droite, després UDF-PR |          |
| 1979-1985                                | Georges Lepeltier     | PS                            |          |
| 1985-1988                                | René Garrec           | UDF                           |          |
| 1988-1992                                | Jean-Claude Carabeufs | PS                            |          |
| 1992-1994                                | Claude Peschard       | UDF                           |          |
| 1994-2011                                | Jean-Claude Carabeufs | PS                            |          |
| 2011-                                    | Marc Bourbon          | PS                            |          |
| les dades anteriors no són pas conegudes |                       |                               |          |
|                                          |                       |                               |          |

## Demografia
| A partir de 1990: Població sense dobles comptes |